# Französische Badmintonmeisterschaft 1957
Die Französische Badmintonmeisterschaft 1957 fand in Paris statt. Es war die achte Austragung der nationalen Titelkämpfe im Badminton in Frankreich.

## Titelträger
| Disziplin    | Sieger                          |
| ------------ | ------------------------------- |
| Herreneinzel | Ghislain Vasseur                |
| Dameneinzel  | Mireille Laurent                |
| Herrendoppel | Henri Pellizza Maurice Mathieu  |
| Damendoppel  | Annie Groene José Isabelle      |
| Mixed        | Henri Pellizza Mireille Laurent |